# Década de 1460
Séculos: Século XIV - Século XV - Século XVI
Décadas: 1430 1440 1450 - 1460 - 1470 1480 1490
Anos: 1460 - 1461 - 1462 - 1463 - 1464 - 1465 - 1466 - 1467 - 1468 - 1469